# Aciagrion azureum
Aciagrion azureum là một loài chuồn chuồn kim trong họ Coenagrionidae.
Loài này được xếp vào nhóm Loài ít quan tâm trong sách Đỏ của IUCN năm 2010.
Aciagrion azureum được miêu tả khoa học năm 1922 bởi Fraser.